# Bijeli patuljak
Bijeli patuljak ili degenerirani patuljak je malena zvijezda koja se sastoji uglavnom od materije koja ne sadrži elektrone u sebi. Kako je masa bijelih patuljaka slična masi Sunca,  a volumen Zemlji te su zvijezde veoma guste. Bijeli patuljci sjaje zbog topline koja je zaostala u njima. Kako oni polagano zrače tu toplinu u okolni prostor tako se hlade. Kada se bijeli patuljak ohladi onda se zove crni patuljak.

## Otkriće
Prvi otkriveni bijeli patuljak nalazi se kraj trostruke zvijezde 40 Eridani. Zvijezda se sastoji od normalne zvijezde 2,5 puta tamnije od Sunca, crvenog patuljka i bijelog patuljka. Ovu trostruku zvijezdu otkrio je William Herschel 1783. godine. 
Godine 1910. spektralna analiza pokazala je da bijeli patuljak, unatoč malenom sjaju, pripada spektralnoj klasi A tj bijeli zvijezdama. 

Sljedeći otkriveni bijeli patuljak je bio Sirius B. Preciznim mjerenjima Friedrich Bassel otkrio je da zvijezde Sirius i Procyon za maleni iznos mijenjaju svoj položaj. Na osnovu tih mjerenja Bessel je pretpostavio da su Sirius i Procyon dvostruke zvijezde. Za Siriusovog pratioca odredio je period ophoda od približno 50 godina. Bijeli patuljak kraj Siriusa konačno je otkriven 1862. godine prilikom testiranja novog teleskopa. Spektralna analiza pokazala je da su spektri Siriusa i Siriusa B veoma slični.
 
Konačno, 1917. godine Adriaan Van Maanen otkrio je Van Maanenovu zvijezdu, izoliranog bijelog patuljka relativno blizu Suncu. Prema promatranjima otkriveno je da zvijezda imali mali sjaj unatoč spektru koji odgovara sjajnijim zvijezdama. Willem Luyten 1922. prvi je upotrijebio izraz bijeli patuljak za ove zvijezde. Taj naziv je kasnije prihvaćen i ostao je u upotrebi do danas. 

Do 1999. godine bilo je poznato oko 2000 bijelih patuljaka. Danas ih je poznato oko 9000. Oko 6 % svih zvijezda u blizini Sunca pripadaju bijelim patuljcima. Vjeruje se da će 97 % svih zvijezda u galaksiji kasnije evoluirati u bijele patuljke.

## Svojstva

### Masa i dimenzije
Bijeli patuljci mogu imati masu od 0.17 do 1.4 sunčeve mase. Većina bijelih patuljaka ima masu od 0,5 do 0,7 sunčevih. Radijusi bijelih patuljaka kreću se od 0,008 do 0,02 sunčeva radijusa. Njih radijus usporediv je sa zemljinim koji iznosi 0.009 sunčevih radijusa. Masa bijelih patuljaka ne može biti veća 1,4 sunčeve mase inače će bijeli patuljak urušiti u neutronsku zvijezdu.

Zbog velike mase i malog volumena bijeli patuljci su oko 1,000,000 gušći od Sunca. Gustoća materije bijelog patuljka iznosi otprilike 1000 kg po centimetru kubnom. Materija bijelih patuljaka je jedna od najgušćih poznatih i samo su neutronske zvijezde gušće.

### Hlađenje
Bijeli patuljci na početku svog života imaju visoke temperature, oko 150.000 K. Kako se patuljak polagano hladi tako se njegov spektar mijenja od klase O prema klasi M. S temperaturom povezan je i sjaj bijelih patuljaka. Tako vrući bijeli patuljak može imati sjaj veći od 100 sunčevih dok već ohlađeni patuljak, s temperaturom od 4000 K, može imati sjaj 10000 puta manji od Sunca.

Ako bijeli patuljak ne prikuplja nikakvu masu njegovo zračenje bit će posljedica uskladištene topline. Mala površina bijelih patuljaka s koje zrače omogućuje im da toplinu dugo zadrže. Tako se bijeli patuljak na temperaturu od 7140 K ohladi tek nakon 1,5 milijarde godina. Za hlađenje na temperaturu od 5550 K bit će potrebno dodatnih 1,8 milijardi godina.

Većina promatranih patuljaka ima temperaturu od 8000 do 40.000 K. Do danas je poznat mali broj patuljaka s temperaturom manjom do 4000 K jer starost Svemira konačna pa se nisu stigli ohladiti na niže temperature. 

Poznavajući svojstva hlađenja patuljaka određena je starost diska galaktike na oko 8 milijardi godina.

### Kataklizme
Bijeli patuljak može postati nova ili supernova ako se nalazi u orbiti oko druge zvijezde. Prilikom orbitiranja bijelog patuljka može se dogoditi da počne prikupljati materiju sa susjedne zvijezde. Kada se te materije nakupi dovoljno bijeli patuljak može eksplodirati i tako povećati sjaj nekoliko milijuna ili milijardi puta. 
Dali će bijeli patuljak eksplodirati kao nova ili supernova ovisi o količini materije koju je prikupio i koliko se vodika nalazi u njoj. Ako je prikupio malo materije s puno vodika onda bijeli patuljak može postati nova jer će vodik zbog pritiska i visokih temperatura započeti fuziju. U slučaju da je materija siromašnija vodikom onda će bijeli patuljak doseći masu od 1,4 sunčeve i eksplodirati kao Tip Ia supernova.

### Nastanak
Bijeli patuljak nastane kada zvijezda s masom manjom od 8 sunčevih dovrši svoj evolucijski ciklus. Zvijezde na kraju svoje evolucije potroše sav vodik i onda počnu koristiti druge elemente za stvaranje energije poput helija. Fuzioniranjem vodika u helij zvijezda se nalazila u ravnoteži između gravitacije koja želi urušiti zvijezdu i sile zračenja koje želi raspršiti zvijezdu. Prelaskom na druga nuklearna goriva poput helija i ugljika uzrokuje pulsacije zvijezde što dovodi do odbacivanja plinovitih omotača u okolni prostor. Pulsacije dovode do odbacivanja plinovitog omotača i od zvijezde ostane samo urušena vruća jezgra. Kada se dovrši odbacivanje plinovitog omotača zaostala jezgra se počinje smatrati bijelim patuljkom. Većina mase roditeljske zvijezde ostat će zarobljena u tom bijelom patuljku dok će tek manji postotak mase stvoriti planetarnu maglicu oko zvijezde.

## Poveznice
- Spektralna klasa
- Planetarna maglica
- Sunce
- Hertzsprung-Russellov dijagram